# Modo lídio b7
A escala musical conhecida como lídio b7 (pronuncia-se lídio bemol 7, ou lídio com sétima menor ou ainda lídio com sétima bemol), é uma maneira de organização melódica dos sons. Ela é também chamada de escala acústica sendo ela construída de harmônicas (sobretons).

## Descrição
Também chamada popularmente de escala nordestina, a lídio b7 deriva do modo lídio e possui alteração descendente de um semitom no sétimo grau (sensível). Sua formação intervalar é a seguinte:
```
- T - T - T - st - T - st - T (onde T = tom e st = semitom)
```

Falando em harmônicas ou sobretons a escala seria construida da 1ª, 9ª, 5ª, 11ª, 6ª, 13ª e 7ª harmônica.

## Exemplos
1. Partindo da tônica dó (dó lídio b7):
- dó - ré - mí - fá# - sol - lá - síb

2. Partindo da tônica sol (sol lídio b7):
- sol - lá - sí - dó# - ré - mí - fá

Um exemplo muito divulgado moderno é o tema (também música de abertura) da série de animação de TV Os Simpsons.